# Ascension (otok)
Ascension je otok u Južnom Atlantiku, udaljen oko 1600 km od obale Afrike. Predstavlja pridružen teritorij britanskog prekomorskog posjeda Sveta Helena, Ascension i Tristan da Cunha, a nalazi se 1287 km sjeverozapadno od otoka Sveta Helena. Otok je ime dobio po danu kada je otkriven, po blagdanu Uzašašća.
Najpoznatiji je po aerodromu Wideawake, koji zajednički koriste britansko i američko ratno zrakoplovstvo. Britanske oružane snage dosta su koristile otok za vrijeme falklandskog rata.

## Vanjske poveznice
|  | Zajednički poslužitelj ima još gradiva o temi Ascension (otok) |